# Luxair

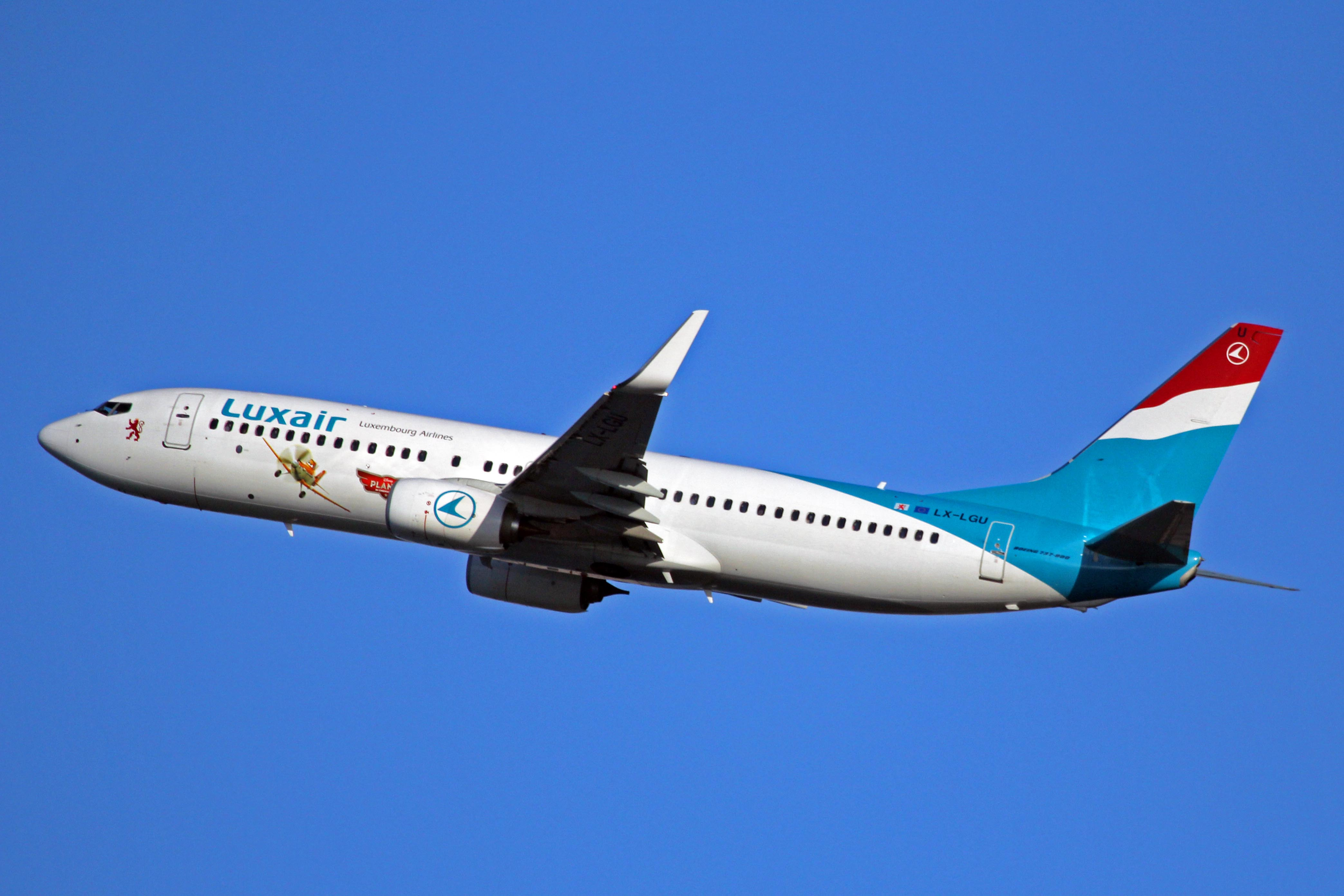
Boeing 737-800 w barwach Luxair

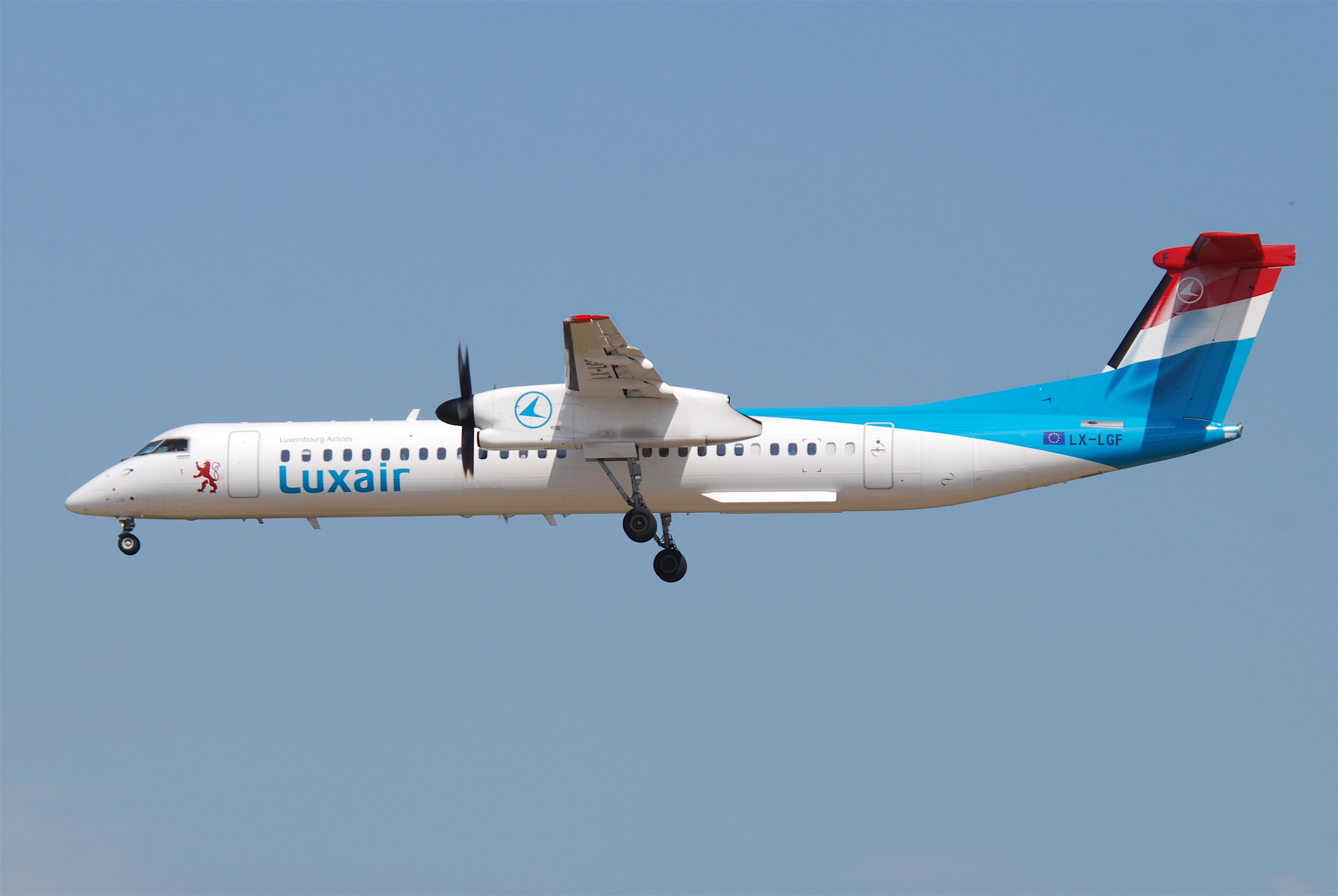
De Havilland Dash 8 w barwach Luxair

Luxair – luksemburskie narodowe linie lotnicze z siedzibą w Luksemburgu. Ma połączenia z Europą, Afryką i Zjednoczonymi Emiratami Arabskimi. Głównym węzłem jest Port lotniczy Luksemburg.
Agencja ratingowa Skytrax przyznała przewoźnikowi 4 gwiazdki.

## Połączenia
Luxair oferuje regularne połączenia do:
- Anglia
  - Port lotniczy Londyn-City

- Austria
  - Port lotniczy Innsbruck
  - Port lotniczy Wiedeń-Schwechat
- Belgia
  - Port lotniczy Antwerpia
- Czechy
  - Port lotniczy Praga im. Václava Havla
- Dania
  - Port lotniczy Kopenhaga-Kastrup
- Francja
  - Port lotniczy Bordeaux-Mérignac
  - Port lotniczy Montpellier
  - Port lotniczy Nicea-Lazurowe Wybrzeże
  - Port lotniczy Paryż-Roissy-Charles de Gaulle
  - Port lotniczy Tulon-Hyères
- Hiszpania
  - Port lotniczy Barcelona
  - Port lotniczy Madryt-Barajas
- Irlandia
  - Port lotniczy Dublin
- Luksemburg
  - Port lotniczy Luksemburg (hub)
- Niemcy
  - Port lotniczy Berlin Brandenburg
  - Port lotniczy Hamburg
  - Port lotniczy Monachium
  - Port lotniczy Rostock-Laage
  - Port lotniczy Sylt
  - Port lotniczy Heringsdorf
- Norwegia
  - Port lotniczy Oslo-Gardermoen
- Polska
  - Port lotniczy Kraków-Balice
- Portugalia
  - Port lotniczy Lizbona
  - Port lotniczy Porto
- Republika Zielonego Przylądka
  - Port lotniczy São Pedro
- Rumunia
  - Port lotniczy Bukareszt-Otopeni
- Senegal
  - Port lotniczy Dakar-Diass
- Serbia
  - Port lotniczy Belgrad
- Szwecja
  - Port lotniczy Sztokholm-Arlanda
- Szwajcaria
  - Port lotniczy Genewa-Cointrin
- Węgry
  - Port lotniczy Budapeszt im. Ferenca Liszta
- Włochy
  - Port lotniczy Bolonia
  - Port lotniczy Florencja-Peretola
  - Port lotniczy Mediolan-Malpensa
  - Port lotniczy Pescara
  - Port lotniczy Rzym-Fiumicino
  - Port lotniczy Wenecja-Marco Polo
- Zjednoczone Emiraty Arabskie
  - Port lotniczy Dubaj

## Flota
Według stanu na styczeń 2025 flota Luxair składała się z 21 samolotów o średnim wieku 12 lat:
| Samolot             | Samolot | Samolot   | Liczba miejsc | Liczba miejsc | Liczba miejsc | Uwagi                                |
| Model               | Aktywne | Zamówione | B             | E             | Łącznie       | Uwagi                                |
| ------------------- | ------- | --------- | ------------- | ------------- | ------------- | ------------------------------------ |
| Boeing 737-700      | 4       | -         | -             | 141           | 141           |                                      |
| Boeing 737-800      | 4       | -         | 12            | 156           | 168           |                                      |
| Boeing 737-800      | 4       | -         | -             | 186           | 186           |                                      |
| Boeing 737 MAX 7    | -       | 4         | -             | -             | -             |                                      |
| Boeing 737 MAX 8    | 2       | 4         | 12            | 156           | 168           |                                      |
| Boeing 737 MAX 10   | -       | 2         | -             | -             | -             | Zamówione w 2024                     |
| De Havilland Dash 8 | 11      | -         | -             | 76            | 76            |                                      |
| Embraer E195-E2     | -       | 6         | -             | -             | -             | Dostawa planowana w latach 2026-2027 |
| Łącznie             | 21      | 14        |               |               |               |                                      |